# Поллі Моран
Поллі Моран (англ. Polly Moran; 28 червня 1883 — 25 грудня 1952) — американська комедійна акторка.

## Життєпис
Поллі Тереза Моран народилася в Чикаго 28 червня 1883 року. Акторську кар'єру почала з участі у водевілях, з виступами яких гастролювала в Європі і Південній Африці. У 1914 році вона підписала контракт зі студією Мака Сеннета «Кейстоун». Вона добре там себе показала, а через кілька років перейшла на студію «MGM». Там вона познайомилася з бродвейською зіркою Марі Дресслер, з якою знімалася разом в декількох фільмах. Після смерті Дресслер в 1934 році кар'єра Поллі помітно похитнулася. Вона стала зніматися лише в малобюджетних комедіях і фільмах категорії «B».
Їй все ж вдалося привернути до себе увагу режисерів після виходу фільму «Ребро Адама». Це повернення у велике кіно було перервано її смертю від серцево-судинної хвороби 25 січня 1952 року.
У Поллі Моран є зірка на Голлівудській алеї слави на Голлівудському бульварі 6300.

## Фільмографія
- 1915 — Їх соціальний сплеск / Their Social Splash — Поллі — невгамовний гість
- 1927 — Каллахан і Мерфі / The Callahans and the Murphys — місіс Мерфі
- 1927 — Лондон після півночі / London After Midnight — Міс Смітсон
- 1927 — Посильний / Buttons — Поллі
- 1928 — Повідомлення для світу
- 1928 — Роза-Марія / Rose-Marie — леді Джейн
- 1928 — Виховуючи батька / Bringing Up Fathe — Меггі
- 1928 — Коли місто спить / While the City Sleeps — місіс Мінні МакГінніс
- 1929 — Китайський кордон / China Bound — Сара
- 1929 — Спідвей / Speedway — офіціантка
- 1930 — Дистанційне керування / Remote Control — Поллі
- 1930 — У гонитві за веселкою / Chasing Rainbows — Поллі
- 1930 — Дівчина, яка говорить «ні» / The Girl Said No — Поллі
- 1930 — Раптово спійманий / Caught Short — Поллі Сміт
- 1930 — Плата / Paid
- 1931 — Слизькі перли / The Slippery Pearls
- 1931 — Скорочення / Reducing — Поллі Рочі
- 1931 — Політика / Politics — Іві Хіггінс
- 1932 — Пристрасний водопровідник / The Passionate Plumber — Альбіна
- 1932 — Процвітання / Prosperity — Ліззі Праскінс